# Kurt Arentz
Kurt Arentz, né le 30 mai 1934 à Cologne, et mort le 23 juin 2014 à Munich, est un artiste et sculpteur allemand, connu pour ses nombreuses œuvres dans les différents quartiers de la ville de Leverkusen. Une partie de ses œuvres se trouve également au château Nörvenich dans le Musée de l'art européen.